# Тишкино (Моркинський район)
Ти́шкино (рос. Тишкино, марій. Чишкан) — присілок у складі Моркинського району Марій Ел, Росія. Входить до складу Себеусадського сільського поселення.

## Населення
Населення — 36 осіб (2010; 52 у 2002).
Національний склад (станом на 2002 рік):
- лучні марійці — 100 %